# Elmer Modlin
Elmer Modlin (1925–2003) fue un actor estadounidense de cine y televisión. Después de actuar en la película "La semilla del diablo" (1968), ya casado con la pintora y escultora Margaret Marley Modlin, se mudó de forma definitiva a Madrid, España, donde trabajó mucho como actor de cine y televisión. A veces aparece acreditado como Elmer Modling. Después de la muerte de Elmer, en 2003, habiendo fallecido anteriormente su mujer y su hijo, muchas de las fotografías y pertenencias de la familia aparecieron tiradas en la Calle del Pez, de Madrid, donde el fotógrafo Paco Gómez García encontró el material para escribir un libro sobre la familia. El libro Los Modlin fue publicado en noviembre de 2013.

## Filmografía selecta
- La semilla del diablo (1968) - Young Man in Castevet apartment (uncredited)
- The Christian Licorice Store (1971) - Last Party Guest
- The Rebellious Novice (1971) - Martínez (uncredited)
- Love and Pain and the Whole Damn Thing (1973) - Dr. Edelheidt
- Un curita cañón (1974) - Reverendo Barley
- Una mujer prohibida (1974)
- The New Spaniards (1974) - Richard J. Foster
- Duerme, duerme, mi amor (1975) - Ligón extranjero (uncredited)
- Zorrita Martinez (1975) - Americano
- La querida (1976) - Invitado de la fiesta (uncredited)
- Ellas los prefieren... locas (1976)
- El diputado (1978)
- Venus de fuego (1978)
- Los energéticos (1979) - Ramiro
- La mujer del ministro (1981) - Espía (uncredited)
- Vatican Conspiracy (1982)
- Black Venus (1983) - French Minister (uncredited)
- Power Game (1983)
- Los viajes de Gulliver (1983) - Fisherman (voice)
- Histoire d'O: Chapitre 2 (1984)
- Rustlers' Rhapsody (1985) - Real Estate Broker
- La pantalla diabólica (1985)
- Beaks: The Movie (1986) - T.V. Director
- Edge of the Axe (1988) - Reverendo Clinton
- Oro fino (1989)